# سد شهدای محرم (دویرج)
سد دوویرج ، یک سد خاکی با هسته رسی بر روی رودخانه دویرج است که در فاصله ۱۳ کیلومتری شمال شرق شهر موسیان و ۲۲ کیلومتری جنوب شرق شهر دهلران در استان ایلام قرار دارد.

## نام گذاری
این سد و دریاچه آن در منطقه‌ای ساخته شده‌است که عملیات محرم در طول جنگ ایران و عراق در آنجا صورت پذیرفت و برای یادواره درگذشتگان این واقعه، بنا به سد شهدای محرم تغییر نام یافت. در این عملیات هدف عبور از رودخانه دویرج و آزادسازی مناطق کرانه غربی رود بود، ولی رودخانه دویرج طغیان کرد و بسیاری از نیروهای رزمنده ایرانی در کام سیلاب غرق شدند و عملیات نیز لغو و با شکست مواجه شد.

## اهداف
از اهداف عمده سد محرم، که عمدتاً مربوط به کشاورزی در منطقه است، موارد زیر را می‌توان نام برد:
- جلوگیری از بروز سیل‌های مخرب
- تأمین ۱۱۰ میلیون متر مکعب آب برای کشاورزی در حدود ۶۵۰۰ هکتار از زمین‌های دشت‌های دهلران، موسیان و همچنین کشاورزی در دشت موسیان به وسعت ۴۱۸۰ هکتار
- ۲۴ میلیون متر مکعب آب برای صنعت در منطقه تخصیص
- ایجاد بستر مناسب برای صنعت توریسم و گردشگری

## مشخصات
حجم مخزن سد ۲۰۵ میلیون متر مکعب و ظرف تنظیم سالیانه آن ۱۳۴ میلیون متر مکعب می‌باشد.
از تجارب موفق شرکت در این سد اجرای دیوار آب‌بند به عمق ۶۴ متر با استفاده از دستگاه‌های گراب مکانیکی و گراب هیدرولیکی است.
| کارفرما: شرکت سهامی آب منطقه ای ایلام |
| مشاور: شرکت مهندسی مشاور مهاب قدس     |